# Лукино (Калининский район)
Лукино́ — деревня в Калининском районе Тверской области. Относится к Аввакумовскому сельскому поселению.
Расположена восточнее Твери (в 10 км от центра города), на реке Орше. Основная часть деревни — на левом берегу Орши, на правом — «Татарский посёлок» и братская могила воинов, павших в боях Великой Отечественной войны.
В 1997 году — 47 хозяйств, 89 жителей. В 2002 году — 86 жителей.